# استیون اچ. باروم
استیون اچ. باروم (انگلیسی: Stephen H. Burum) (زاده ۲۵ نوامبر ۱۹۳۹) فیلم‌بردار سینما اهل آمریکا است.
وی فیلم‌بردار فیلم‌هایی همچون تسخیرناپذیران، راه کارلیتو، چشمان مار و زندگی یا چیزی شبیه به آن بوده است.
در شصت و پنجمین دورهٔ اسکار برای فیلم هوفا نامزد دریافت جایزه بهترین فیلمبرداری شد اما به وی تعلق نگرفت.

## فیلم‌شناسی
باروم به عنوان فیلمبردار یا متصدی عکسبرداری در ۴۰ فیلم سینمایی و تلویزیونی مشارکت داشت، از جمله:
- Scream Bloody Murder (۱۹۷۳)
- The Entity (۱۹۸۱)
- دره مرگ (۱۹۸۲)
- The Escape Artist (۱۹۸۲)
- The Outsiders (۱۹۸۳)
- Rumble Fish (۱۹۸۳)
- Something Wicked This Way Comes (۱۹۸۳)
- Uncommon Valor (۱۹۸۳)
- Body Double (۱۹۸۴)
- عروس (۱۹۸۵)
- آتش سنت المو (۱۹۸۵)
- 8 Million Ways to Die (۱۹۸۶)
- Pacific Northwest Ballet's Nutcracker (۱۹۸۶)
- تسخیرناپذیران (۱۹۸۷)
- جنگ رزها (۱۹۸۹)
- هوفا (۱۹۹۲)
- Raising Cain (۱۹۹۲)
- راه کارلیتو (۱۹۹۳)
- سایه (۱۹۹۴)
- چشمان مار (۱۹۹۸)
- مردان اسرارآمیز (۱۹۹۹)
- Mission to Mars (۲۰۰۰)
- زندگی یا چیزی شبیه به آن (۲۰۰۲)
- Confessions of a Teenage Drama Queen (۲۰۰۴)